# Hulvácký les
Hulvácký les je smíšený les a lesopark či městský park s převahou listnatých stromů. Leží v Ostravě na severovýchodních svazích Hulváckého kopce v částech Mariánské Hory a Hulváky v městských obvodech Mariánské Hory a Hulváky a Nová Ves. Geograficky se nachází v nížině Ostravská pánev na Moravě a v Moravskoslezském kraji. Plní rekreační funkci a ochrany zdroje vody pro obyvatele Ostravy.

## Historie a popis
Hulvácký les se nazývá podle tehdejší vesnice a dnešní městské části Hulváky. O pradávna byl součástí přirozeného přírodního opevnění Moravské Ostravy a jeho známá historie se váže k ranému novověku, kdy významně přispíval k hospodaření města. V průběhu 18. a hlavně 19. století došlo ke značnému úbytku lesa, který byl způsoben rozvojem Ostravy. Stavba tehdejší říšské silnice (dnešní ulice 28. října) v době vlády císařovny Marie Terezie rozdělila les na dvě části. V 19. století došlo v souvislosti s výstavbou Vítkovických železáren také ke stavbě dnešní ulice/silnice Plzeňská. Hulvácký les je tak rozdělen na tři části ulicemi 28. října a Plzeňská, přes které vedou tramvajové tratě.
V roce 1887 se v Hulváckém lese stala série surových loupežných vražd, které provedl masový vrah Anton Schimak.
Část Hulváckého lesa není přístupná z důvodu ochrany významného podzemního zdroje pitné vody, který spravuje Úpravna vody v Ostravě-Nové Vsi založená v roce 1908.
V minulosti zde stávalo funkcionalistické koupaliště a Jarkova výletní restaurace.
Ráno dne 30. dubna 1945 se do Hulváckého lesa zřítilo sestřelené sovětské letadlo. Jeho velitel, poručík Nikolaj Krivov, byl těžce raněn a pomocí padáku se snesl na hulvácké hřiště. Poté se odplazil do besídky za místním hostincem, kde ho našla Marie Tkáčová a její syn Josef. Němci sice nalezli padák, ale kvůli náletům a blížící se Rudé armádě, nebyli schopni pátrání dokončit. Kolem 16. hodiny se v lese objevili první sovětští vojáci, kteří zraněného letce převzali a převezli do nemocnice v Krakově. Zde se uzdravil a posléze své zachránce také navštívil. Jeho kulometčík, 19letý Nikolaj Ovčininkov (v literatuře se uvádí také jako Ovčinikov), takové štěstí neměl a při havárii letounu zemřel. Na jeho počest byl nedaleko místa neštěstí odhalen na jaře 1946 pomník (nazývaný také hrob Nikolaje Ovčinikova) od akademického sochaře Karla Vávry. Pod pomníkem s číslem CZE8119-07891 je uložena urna s pozůstatky letce.
Zajímavostí je také sportovní střelnice a památný strom - Dub v Zábřehu.
Les spravuje společnost Ostravské městské lesy a spadá pod revír Poruba.

## Další informace
Hulvácký les je celoročně volně přístupný mimo pásma ochrany vodního zdroje.

## Galerie

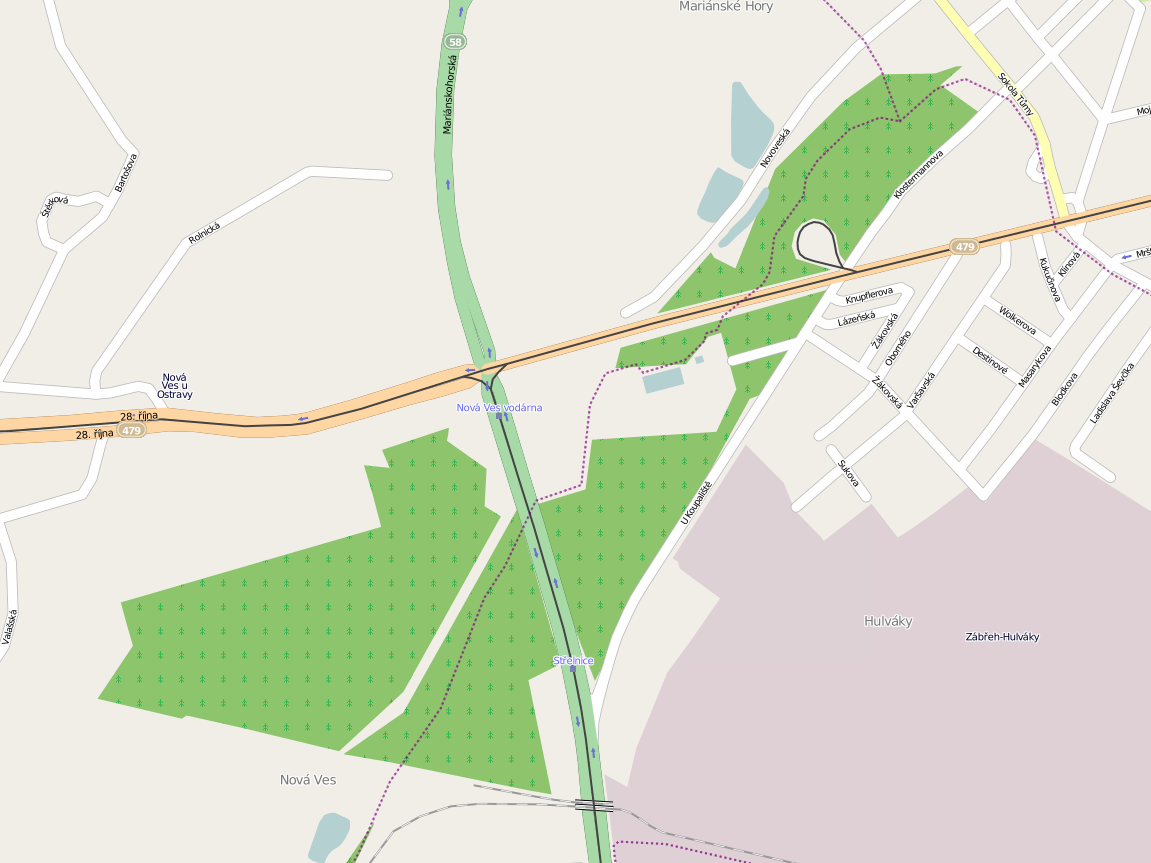
Mapa lesa
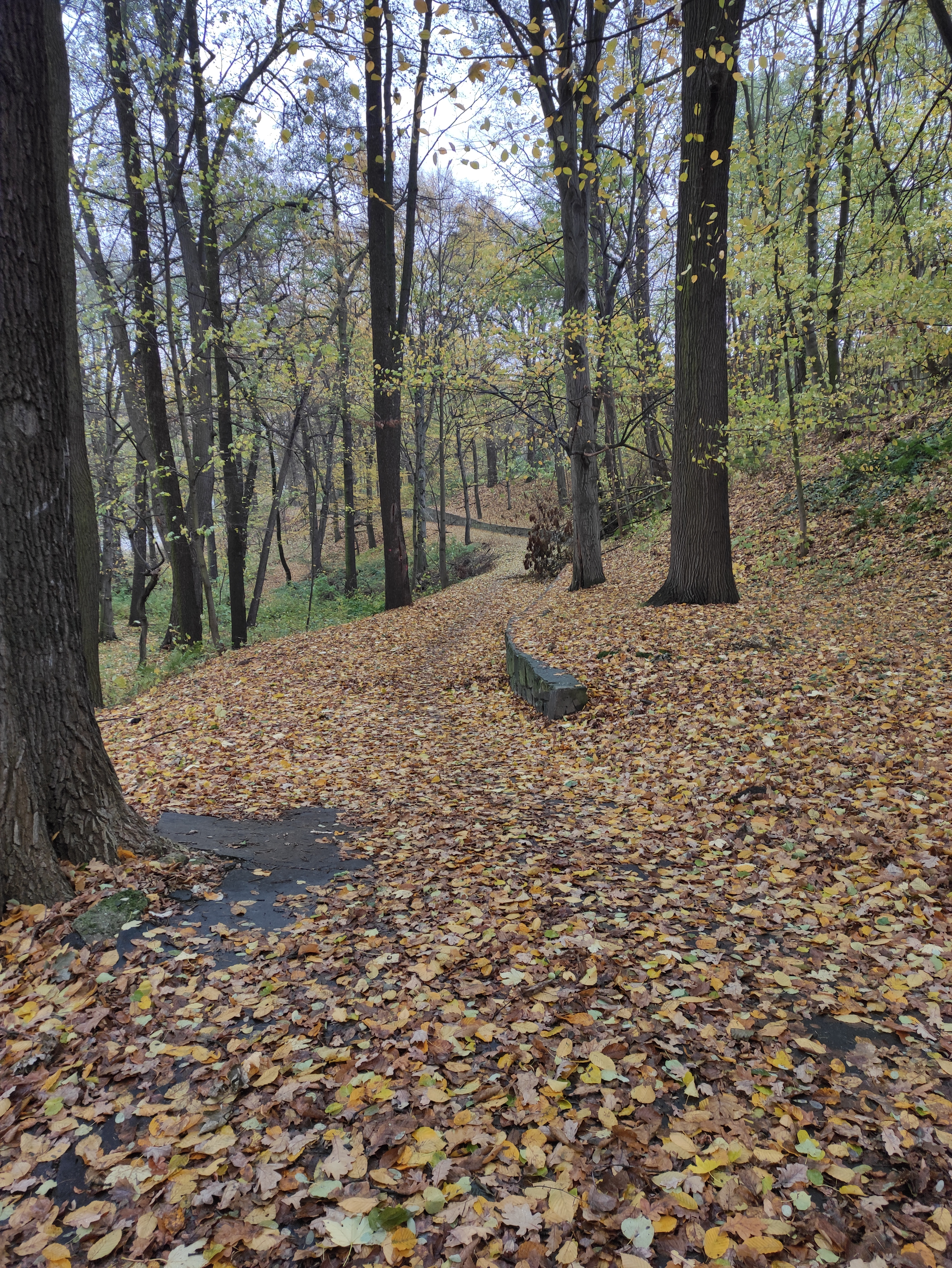
Listopad 2023
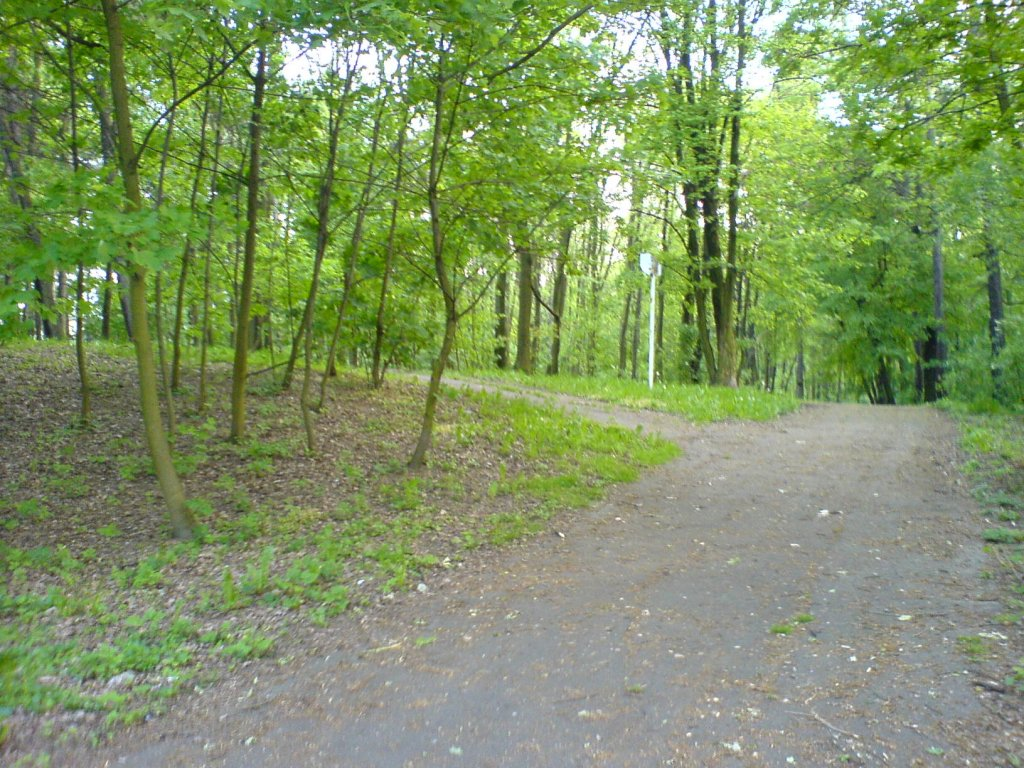
Květen 2007
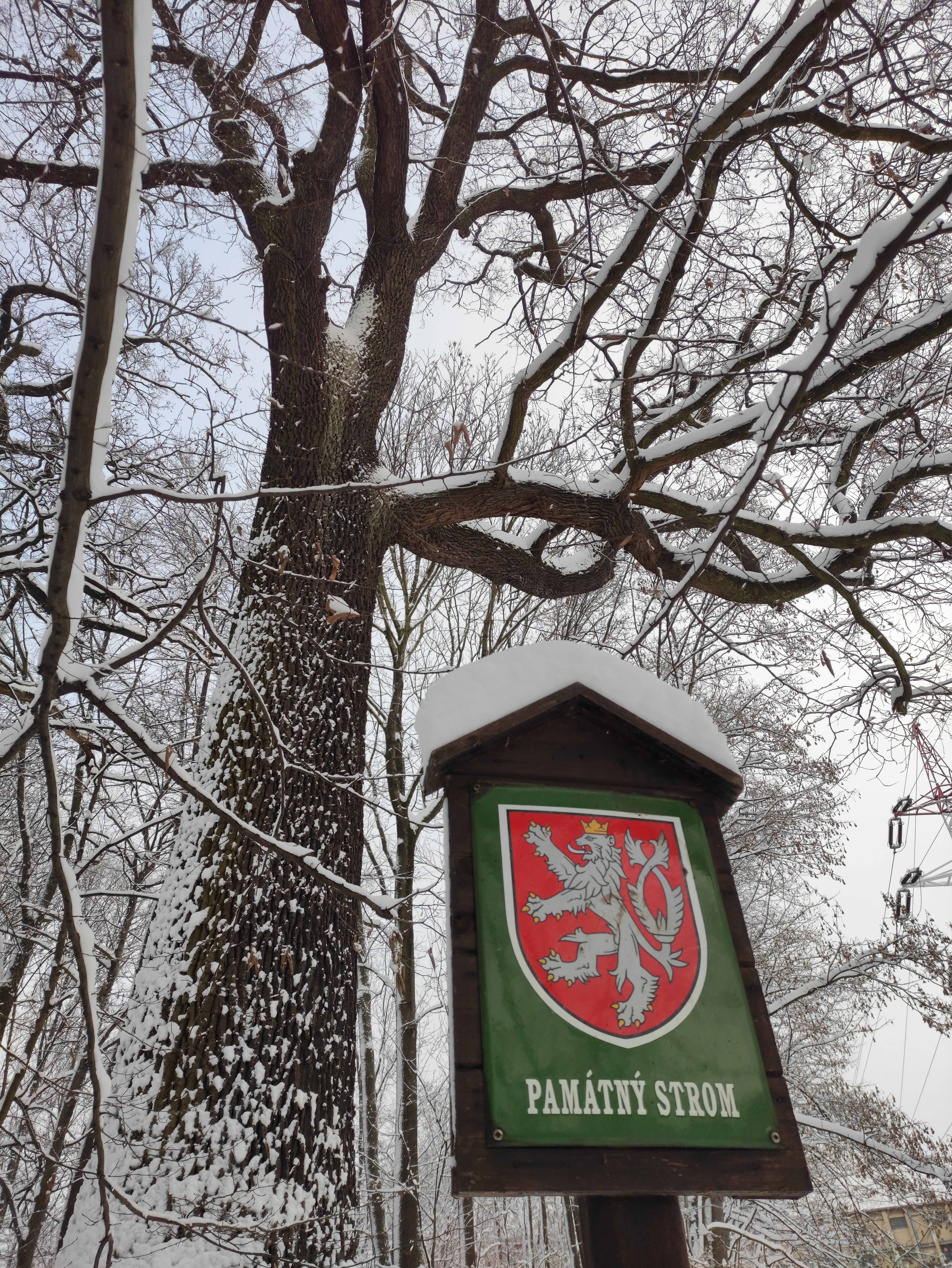
Dub v Zábřehu